# Euryarthrum interruptum
Euryarthrum interruptum là một loài bọ cánh cứng trong họ Cerambycidae.